# Província de Catanzaro
La província de Catanzaro  és una província que forma part de la regió de Calàbria a Itàlia. La seva capital és Catanzaro.
Limita a l'oest amb el mar Tirrè, al nord de la província de Cosenza, al nord-est amb la província de Crotona, a l'est amb el mar Jònic, al sud amb la ciutat metropolitana de Reggio de Calàbria i el sud-oest amb la província de Vibo Valentia.
Té una àrea de 2.415,45 km², i una població total de 362.394 hab. (2016). Hi ha 80 municipis a la província.